# Јанис Јанулис
Јанис Јанулис је био грчки сељак са острва Крф и српски добротвор.

## Долазак српске војске на Крф
По доласку српске војске и Владе Србије на Крф, у јануару 1916. године на Крф, војска је распоређена тако да у месту Гувији је била смештена Вардарска дивизија, у оближњем Ипсосу Моравска дивизија, Тимочка дивизија у Стронгили, Шумадијска у Месонги, Дринска дивизија у Агиос Матеосу, Дунавска у Врагањотики, Прихватилиште за српске цивиле у Аналипси, Аеропланска ескадрила у Потамосу, у дворцу Ахилеон била је смештена Официрска болница.
Пошто је Дринска дивизија била размештена у његовом селу, Јанис Јанулис је дозволио да се на његовој земљи подигне војни логор, где су се опорављали српски ратници који су преживели голготу Албаније. Од исцрпљености на његовој њиви је сахрањено 560 војника, који су касније ексхумирани и њихова тела пренесена на острво Видо. Јанис и његови наследници, из поштовања, никад више нису обрађивали ту парцелу.

## Подизање споменика
На имању Јаниса Јанулиса у хладу маслињака преживели су подигли споменик својим преминулим саборцима, војницима и старешинама Дринске дивизије, који и данас постоји. Споменик палим Дринцима је 1916. године у Агиос Матеосу израдио Михаило Миловановић, ратни сликар Врховне команде српске војске у Првом светском рату, а свечано га је открио  17. маја 1916. године врховни командант српске војске, регент Александар Карађорђевић.
С бочне стране споменика, у барељефу, седи војник с пушком у руци, а испод су урезани стихови српског поручника, песника Владимира Станимировића: 
На хумкама у туђини
неће српско цвеће нићи.
Поручите нашој деци
нећемо им никад стићи!
Поздравите отаџбину,
пољубите родну груду!
Спомен борбе за слободу
нека ове хумке буду!
На предњој страни споменика је само велики крст, а с друге бочне стране уклесан је српски државни грб и посвета „Дринци својим друговима”.

## Знаци захвалности
У центру села, на платоу поред цркве, Друштво за неговање традиција ослободилачких ратова Србије је 1993. године поставило спомен бисту Јанису Јанулису.
Мачвански Прњавор – село у завичају дринских ратника, где су Аустроугари 1914. године починили масовна зверства над цивилима, и грчко село Агиос Матеос потписали су 1992. године повељу о братимљењу.
Град Ниш у градској општини Пантелеј је 2010. године једној улици дао име хуманог сељака са Крфа. Јанисов унук Христос Јанулис са Крфа је 2014. године открио спомен плочу и проглашен је за почасног грађанина градске општине Пантелеј због заслуга у неговању пријатељства између Србије и Грчке.